# Campionat del Món de motocròs 1975
La temporada de 1975 del Campionat del Món de motocròs fou la 19a edició d'aquest campionat, organitzat per la FIM. El calendari oficial constava de 12 Grans Premis, celebrats entre el 13 d'abril i el 10 d'agost.
Aquella temporada, l'antic Campionat d'Europa de motocròs en la categoria de 125cc passà a anomenar-se també Campionat del Món. Conseqüentment, el Premi FIM que es disputava al Circuit del Cluet, a Montgai, esdevenia Gran Premi d'Espanya (l'edició d'aquell any se celebrà el 17 d'agost i era la penúltima prova del campionat).

## Sistema de puntuació
Barem de puntuació de 1973 a 1976:
| Posició | 1  | 2  | 3  | 4 | 5 | 6 | 7 | 8 | 9 | 10 |
| Punts   | 15 | 12 | 10 | 8 | 6 | 5 | 4 | 3 | 2 | 1  |

| Resultats que computen  |
| 1/2 + 1 de les mànegues |

## 500 cc

### Grans Premis
| Ronda | Data         | Gran Premi                    | Lloc              | 1a mànega           | 2a mànega       | Guanyador         | Resultats |
| ----- | ------------ | ----------------------------- | ----------------- | ------------------- | --------------- | ----------------- | --------- |
| 1     | 13 d'abril   | Gran Premi de Suïssa          | Payerne           | Roger De Coster     | Heikki Mikkola  | Roger De Coster   | Resultat  |
| 2     | 11 de maig   | Gran Premi d'Itàlia           | Casale Monferrato | Christer Hammargren | Heikki Mikkola  | Heikki Mikkola    | Resultat  |
| 3     | 25 de maig   | Gran Premi de Finlàndia       | Ruskeasanta       | Roger De Coster     | Roger De Coster | Roger De Coster   | Resultat  |
| 4     | 8 de juny    | Gran Premi de l'URSS          | Chișinău          | Åke Jonsson         | Roger De Coster | Roger De Coster   | Resultat  |
| 5     | 15 de juny   | Gran Premi de França          | La Vaur           | Roger De Coster     | Roger De Coster | Roger De Coster   | Resultat  |
| 6     | 22 de juny   | Gran Premi dels Estats Units  | Carlsbad          | Roger De Coster     | Gerrit Wolsink  | Gerrit Wolsink    | Resultat  |
| 7     | 29 de juny   | Gran Premi del Canadà         | Copetown          | Roger De Coster     | Gerrit Wolsink  | Pierre Karsmakers | Resultat  |
| 8     | 6 de juliol  | Gran Premi de Gran Bretanya   | Hawkstone Park    | Heikki Mikkola      | Roger De Coster | Gerrit Wolsink    | Resultat  |
| 9     | 13 de juliol | Gran Premi d'Alemanya         | Bielstein         | Roger De Coster     | Roger De Coster | Roger De Coster   | Resultat  |
| 10    | 27 de juliol | Gran Premi dels Països Baixos | Lichtenvoorde     | Gerrit Wolsink      | Heikki Mikkola  | Gerrit Wolsink    | Resultat  |
| 11    | 3 d'agost    | Gran Premi de Bèlgica         | Namur             | Heikki Mikkola      | Åke Jonsson     | Roger De Coster   | Resultat  |
| 12    | 10 d'agost   | Gran Premi de Luxemburg       | Ettelbruck        | Roger De Coster     | Brad Lackey     | Roger De Coster   | Resultat  |

### Classificació final
| Posició | Pilot               | Motocicleta | Punts |
| ------- | ------------------- | ----------- | ----- |
| 1       | Roger De Coster     | Suzuki      | 192   |
| 2       | Heikki Mikkola      | Husqvarna   | 165   |
| 3       | Gerrit Wolsink      | Suzuki      | 149   |
| 4       | Ake Jonsson         | Yamaha      | 132   |
| 5       | Jaak Van Velthoven  | Yamaha      | 104   |
| 6       | Brad Lackey         | Husqvarna   | 96    |
| 7       | Bengt Aberg         | Bultaco     | 72    |
| 8       | Herbert Schmitz     | Puch        | 62    |
| 9       | Arne Kring          | Husqvarna   | 48    |
| 10      | Pierre Karsmakers   | Honda       | 45    |
| 11      | Christer Hammargren | Kawasaki    | 41    |

## 250 cc

### Grans Premis
| Ronda | Data        | Gran Premi                   | Lloc                | Guanyador            | Equip   | Resultats |
| ----- | ----------- | ---------------------------- | ------------------- | -------------------- | ------- | --------- |
| 1     | 6 d'abril   | Gran Premi d'Espanya         | Sabadell-Terrassa   | Harry Everts         | Puch    | Resultat  |
| 2     | 20 d'abril  | Gran Premi d'Àustria         | Sittendorf          | Jaroslav Falta       | ČZ      | Resultat  |
| 3     | 27 d'abril  | Gran Premi de Bèlgica        | Retinne             | Jim Pomeroy          | Bultaco | Resultat  |
| 4     | 3 de maig   | Gran Premi de Txecoslovàquia | Holice              | Willy Bauer          | Suzuki  | Resultat  |
| 5     | 11 de maig  | Gran Premi de Polònia        | Szczecin            | Harry Everts         | Puch    | Resultat  |
| 6     | 8 de juny   | Gran Premi de Iugoslàvia     | Tržič               | Evgueni Rybaltchenko | KTM     | Resultat  |
| 7     | 15 de juny  | Gran Premi d'Alemanya        | Beuern              | Zdeneck Velky        | CZ      | Resultat  |
| 8     | 22 de juny  | Gran Premi de Gran Bretanya  | Portsmouth-Charlton | Harry Everts         | Puch    | Resultat  |
| 9     | 6 de juliol | Gran Premi de França         | Thomer-la-Sôgne     | Zdeneck Velky        | CZ      | Resultat  |
| 10    | 10 d'agost  | Gran Premi de Suècia         | Barkarby            | Evgueni Rybaltchenko | KTM     | Resultat  |
| 11    | 17 d'agost  | Gran Premi de Finlàndia      | Hyvinkää            | Harry Everts         | Puch    | Resultat  |
| 12    | 31 d'agost  | Gran Premi de Suïssa         | Wohlen              | Håkan Andersson      | Yamaha  | Resultat  |

### Classificació final
| Posició | Pilot               | Motocicleta | Punts            |
| ------- | ------------------- | ----------- | ---------------- |
| 1       | Harry Everts        | Puch        | 159 net/179 brut |
| 2       | Håkan Andersson     | Yamaha      | 134 net/140 brut |
| 3       | Willy Bauer         | Suzuki      | 130 net/154 brut |
| 4       | Adolf Weil          | Maico       | 129 net/147 brut |
| 5       | Hans Maisch         | Maico       | 120 net/124 brut |
| 6       | Zdenek Velky        | ČZ          | 108 net/108 brut |
| 7       | Jim Pomeroy         | Bultaco     | 101 net/108 brut |
| 8       | Eugenij Rybalchenko | KTM         | 94 net/102 brut  |
| 9       | Joël Robert         | Suzuki      | 84 net/85 brut   |
| 10      | Torleif Hansen      | Kawasaki    | 66               |
| 11      | Jaroslav Falta      | ČZ          | 54               |

## 125 cc
Gaston Rahier inaugurava el nou Campionat del Món de 125 cc tot guanyant el primer dels seus 3 títols consecutius.

### Grans Premis
| Ronda | Data         | Gran Premi                    | Lloc                     | Guanyador          | Equip   | Resultats |
| ----- | ------------ | ----------------------------- | ------------------------ | ------------------ | ------- | --------- |
| 1     | 27 d'abril   | Gran Premi de França          | Cognac                   | Gaston Rahier      | Suzuki  | Resultat  |
| 2     | 4 de maig    | Gran Premi de Gran Bretanya   | Tenby                    | Gaston Rahier      | Suzuki  | Resultat  |
| 3     | 11 de maig   | Gran Premi de Iugoslàvia      | Orehova vas              | Gaston Rahier      | Suzuki  | Resultat  |
| 4     | 24 de maig   | Gran Premi de Suècia          | Upplands Väsby           | Gaston Rahier      | Suzuki  | Resultat  |
| 5     | 1 de juny    | Gran Premi dels Països Baixos | Markelo                  | Gaston Rahier      | Suzuki  | Resultat  |
| 6     | 8 de juny    | Gran Premi de Polònia         | Olsztyn                  | Gilbert De Roover  | Zündapp | Resultat  |
| 7     | 22 de juny   | Gran Premi d'Alemanya         | Schrecksbach             | Gaston Rahier      | Suzuki  | Resultat  |
| 8     | 29 de juny   | Gran Premi de Txecoslovàquia  | Tábor                    | Gaston Rahier      | Suzuki  | Resultat  |
| 9     | 6 de juliol  | Gran Premi dels Estats Units  | Lexington                | Marty Smith        | Honda   | Resultat  |
| 10    | 13 de juliol | Gran Premi del Canadà         | Saint-Gabriel-de-Brandon | Antonín Baborovský | ČZ      | Resultat  |
| 11    | 17 d'agost   | Gran Premi d'Espanya          | Montgai                  | Akira Watanabe     | Suzuki  | Resultat  |
| 12    | 24 d'agost   | Gran Premi de Bèlgica         | Orp-Le-Grand             | Gaston Rahier      | Suzuki  | Resultat  |

### Classificació final
| Posició | Pilot               | Motocicleta    | Punts            |
| ------- | ------------------- | -------------- | ---------------- |
| 1       | Gaston Rahier       | Suzuki         | 195 net/300 brut |
| 2       | Gilbert de Roover   | Zündapp/ČZ     | 168 net/222 brut |
| 3       | Antonin Baborowsky  | ČZ             | 135 net/161 brut |
| 4       | Akira Watanabe      | Suzuki         | 134 net/173 brut |
| 5       | Jiry Churavy        | ČZ             | 99 net/108 brut  |
| 6       | Yvan Van Den Broeck | Husqvarna      | 81 net/88 brut   |
| 7       | André Malherbe      | Zündapp        | 69               |
| 8       | Yoshifumi Sugio     | Yamaha         | 43               |
| 9       | Gualtiero Brissoni  | Ancillotti/SWM | 41               |
| 10      | Gerard Rond         | Yamaha         | 31               |

## Resum: Podi final 1975
|           | 500 cc          | 500 cc    | 250 cc          | 250 cc | 125 cc             | 125 cc  |
| Campió    | Roger De Coster | Suzuki    | Harry Everts    | Puch   | Gaston Rahier      | Suzuki  |
| Subcampió | Heikki Mikkola  | Husqvarna | Hakan Andersson | Yamaha | Gilbert de Roover  | Zündapp |
| Tercer    | Gerrit Wolsink  | Suzuki    | Willi Bauer     | Suzuki | Antonin Baborovsky | ČZ      |